# Campeonato Europeo de Triatlón de 2012
El XXVIII Campeonato Europeo de Triatlón se celebró en Eilat (Israel) entre el 20 y el 22 de abril de 2012 bajo la organización de la Unión Europea de Triatlón (ETU) y la Federación Israelita de Triatlón.
Los 1,5 km de natación se realizaron en las aguas del golfo de Aqaba, los 40 km de bicicleta y los 10 km de carrera se desarrollaron en un circuito alrededor de la ciudad israelita. 

## Resultados
| Evento       | Oro                                                                              | Plata                                                                    | Bronce                                                                          |
| ------------ | -------------------------------------------------------------------------------- | ------------------------------------------------------------------------ | ------------------------------------------------------------------------------- |
| Masculino    | Javier Gómez Noya · España                                                       | Alexandr Briujankov · Rusia                                              | Ivan Vasiliev · Rusia                                                           |
| Femenino     | Nicola Spirig · Suiza                                                            | Ainhoa Murua · España                                                    | Emmie Charayron Francia                                                         |
| Relevo mixto | Rusia · Alexandra Razarionova · Ivan Vasiliev · Irina Abysova · Dmitri Polianski | Alemania · Anja Knapp · Justus Nieschlag · Sarah Fladung · Franz Löschke | Ucrania · Inna Ryzhyj · Danylo Sapunov · Yuliya Yelistratova · Yegor Martynenko |

### Masculino
| Puesto            | Triatleta           | País   |       |         |       | Final   |
| ----------------- | ------------------- | ------ | ----- | ------- | ----- | ------- |
| Medalla de oro    | Javier Gómez Noya   | España | 17:55 | 1:05:58 | 30:20 | 1:55:58 |
| Medalla de plata  | Alexandr Briujankov | Rusia  | 17:53 |         |       | 1:56:08 |
| Medalla de bronce | Ivan Vasiliev       | Rusia  | 17:51 | 1:06:10 | 31:02 | 1:56:42 |

### Femenino
| Puesto            | Triatleta       | País    |       |         |       | Final   |
| ----------------- | --------------- | ------- | ----- | ------- | ----- | ------- |
| Medalla de oro    | Nicola Spirig   | Suiza   | 19:59 | 1:10:43 | 34:51 | 2:07:11 |
| Medalla de plata  | Ainhoa Murua    | España  | 20:02 | 1:10:11 | 35:26 | 2:07:20 |
| Medalla de bronce | Emmie Charayron | Francia | 20:00 | 1:10:47 | 35:34 | 2:07:56 |

### Relevo mixto
| Puesto            | País     | R1    | R2    | R3    | R4    | Final   |
| ----------------- | -------- | ----- | ----- | ----- | ----- | ------- |
| Medalla de oro    | Rusia    | 18:41 | 16:48 | 18:43 | 17:39 | 1:11:54 |
| Medalla de plata  | Alemania | 18:41 | 17:12 | 19:10 | 17:17 | 1:12:22 |
| Medalla de bronce | Ucrania  | 18:40 | 17:17 | 19:23 | 17:37 | 1:12:59 |

## Medallero
| Núm. | País     | Oro | Plata | Bronce | Total |
| ---- | -------- | --- | ----- | ------ | ----- |
| 1    | Rusia    | 1   | 1     | 1      | 3     |
| 2    | España   | 1   | 1     | 0      | 2     |
| 3    | Suiza    | 1   | 0     | 0      | 1     |
| 4    | Alemania | 0   | 1     | 0      | 1     |
| 5    | Francia  | 0   | 0     | 1      | 1     |
| 5    | Ucrania  | 0   | 0     | 1      | 1     |
|      | TOTAL    | 3   | 3     | 3      | 9     |